# Голден Амур
«Голден Амур» — хоккейный клуб из Хабаровска, выступавший в Азиатской хоккейной лиге. Существовал в 2004—2005 годах. Основой команды стал клуб «Амур-2». В единственном для себя сезоне Азиатской хоккейной лиги «Амур» занял третье место из восьми команд в регулярном чемпионате, и выбыл после первого раунда плей-офф, проиграв три игры подряд японской команде «Кокудо». Команда играла на «Платинум Арене», построенной в 2003 году на 7100 мест. Причинами закрытия клуба назывались неоправдание надежд спонсоров и то, что золотодобывающая компания «Амур» которая владела командой, приостановила свою деятельность из-за финансовых трудностей.

## Достижения
Азиатская хоккейная лига
- 2004/05en — 3-е место в регулярном чемпионате